# Pilgerflasche (Syrien)

Terrakottaflasche mit aufhängeschnur aus dem Neues Reich Ägypten. Museo Egizio, Turin.

Keramiken der Art von Pilgerflaschen sind spätestens seit der Mitte des 2. Jahrtausends v. Chr. aus dem Gebiet des heutigen Syrien bekannt und dort eine der verbreitetsten und bedeutendsten unglasierten Keramikformen. Pilgerflasche wird sie genannt, weil sie häufig von Pilgern am Gürtel oder umgehängt an einem Tragriemen getragen wurden. Sie wurden häufig an Pilgerorten erworben. In ihnen wurde häufig geweihtes Öl oder heilbringendes Wasser transportiert. In runder oder ovaler Form ähneln sie den einfacheren, unverzierten Hirtenflaschen. Die Pilger nahmen solche Gefäße häufig als Andenken mit nach Hause. Hergestellt wurden beide Seiten der Flaschen in derselben Pressform. Sie wurden noch bis mindestens zur Mitte des 2. Jahrtausend n. Chr. produziert. So gibt es Beispiele aus Urartu, der byzantinisch-christlichen Epoche sowie der arabisch-islamischen Epoche Syriens.